# 永山盛興
永山 盛興（ながやま もりおき、1864年10月18日（元治元年9月18日） - 1924年（大正13年）12月4日）は、明治から大正期の官僚、政治家、華族。男爵、貴族院議員。

## 経歴
薩摩藩士・永山盛輝（のち男爵）の長男として出生。1891年（明治24年）明治法律学校（明治大学）を卒業。
1874年（明治7年）文部省に勤務し文部9等属を経て、逓信省鉄道書記に就任。父の死去に伴い1902年（明治35年）2月7日に男爵を襲爵。1918年（大正7年）7月10日に貴族院議員に就任し、1924年に死去するまで在任。61歳。

## 栄典
- 1900年（明治33年）9月10日 - 従五位[7]